# Homosexualität in Taiwan

Rechtliche Beurteilung gleichgeschlechtlicher sexueller Beziehungen in den Staaten Asiens:
Grundsätzlich legal:
Grundsätzlich illegal:

Die Republik China auf Taiwan ist eines der liberalsten Länder in Asien, was die Rechte von Schwulen, Lesben, Bisexuellen und Trans-Menschen angeht und das erste Land auf dem Kontinent, welches die Ehe für alle am 24. Mai 2019 eingeführt hat. Seit 2003 befand sich das Gesetz in der Vorbereitung und Diskussion, das die gleichgeschlechtliche Ehe erlaubt und den Inselstaat diesbezüglich zum Vorreiter Asiens macht. Taiwan kann auch als eine der sozial tolerantesten Gesellschaften im chinesischen Kulturkreis gesehen werden. An der jährlich stattfindenden Taiwan Pride Parade nehmen mehrere zehntausend Menschen teil, sie ist damit der größte CSD Asiens.

## Antidiskriminierungsgesetze
Im Jahr 2007 verabschiedete Taiwan ein Gesetz, das Diskriminierung am Arbeitsplatz aufgrund der sexuellen Orientierung verbietet. Die Diskriminierung von sexuellen Minderheiten an Schulen und Bildungseinrichtungen ist schon seit 2003 durch ein „Geschlechter-Gleichbehandlungsgesetz“ verboten.

## Anerkennung gleichgeschlechtlicher Paare
Ende Oktober 2003 wurde ein Gesetz zugunsten verschiedener Menschenrechte in der Regierung herausgearbeitet. Zwei Gesetzesentwürfe zur Gleichstellung homosexueller Paare in der Ehe haben am 8. November 2016 die erste Lesung im Parlament passiert und wurden anschließend an Unterausschüsse zur weiteren Diskussion verwiesen.
Zwischen Mai 2015 und März 2016 gestatteten sämtliche regierungsunmittelbaren Städte und einige weitere Gemeinden Taiwans gleichgeschlechtlichen Paaren die Registrierung als gemeinsamer Haushalt in den kommunalen Haushaltsregistern. Eine Registrierung im Haushaltsregister bedeutete jedoch nicht die rechtliche Gleichstellung mit herkömmlichen Lebensgemeinschaften.
Im Mai 2017 entschied das Verfassungsgericht in Taiwan, dass die Gleichgeschlechtliche Ehe in Taiwan innerhalb von zwei Jahren vom Gesetzgeber zu ermöglichen ist. Sollte dieser innerhalb der Frist keine Neuregelung treffen, müssten Behörden Anträge auf Schließung der Ehe durch gleichgeschlechtliche Paare genau so behandeln, als hätten sie heterosexuelle Paare gestellt.
Es formierten sich konservative, zum Teil von christlichen Gruppen getragene Interessenverbände, die gegen die Einführung der gleichgeschlechtlichen Ehe agierten. Am 24. November 2018 wurde in Taiwan ein Referendum abgehalten, bei dem die Wähler über verschiedene Fragen abstimmen konnten. Drei Fragen befassten sich explizit mit der gleichgeschlechtlichen Ehe, und zwei weitere mit den Themen „Unterricht über Homosexualität an Schulen“. Die Wähler sprachen sich mehrheitlich gegen die gleichgeschlechtliche Ehe, für die Einführung einer Eingetragenen Partnerschaft für gleichgeschlechtliche Paare und gegen den genannten Unterricht aus. Das Referendum war allerdings rechtlich nicht bindend.
Im April 2019 verabschiedete die Regierung zunächst einen Gesetzentwurf, wonach ab Mai 2019 eine standesamtlich sanktionierte Lebenspartnerschaft für gleichgeschlechtliche Paare rechtlich ermöglicht werden sollte. Nach weiteren Beratungen im Parlament votierte dieses am 17. Mai 2019 für die Einführung der Ehe für gleichgeschlechtliche Paare. Zwei alternative Gesetzesvorschläge konservativerer Gruppen, in denen nicht von „Ehe“, sondern von „gleichgeschlechtlicher Union“ bzw. „gleichgeschlechtlicher Familienbeziehung“ die Rede war, wurden verworfen. Das Gesetz wurde mit 66 zu 27 Stimmen im Parlament mit der Mehrheit der regierenden Demokratischen Fortschrittspartei (DPP) beschlossen. Die Eheöffnung trat zum 24. Mai 2019 in Taiwan in Kraft.
Das taiwanische Parlament hat 2023 eine Gesetzesänderung verabschiedet, die es gleichgeschlechtlichen Paaren erlaubt, gemeinsam ein Kind zu adoptieren.

## Geschichte
Die Gesellschaft Taiwans ist eine Einwanderergesellschaft. Im 17. Jahrhundert limitierte die Qing-Regierung die Zahl der Frauen, die von Festlandchina auf die Insel Taiwan emigrieren durften. Diese Begrenzung ergab ein Ungleichgewicht der Geschlechter in der taiwanischen Gesellschaft. Personen, die gleichgeschlechtliche Beziehungen hatten, wurden „Lo Han Jiao“ (羅漢腳) genannt.
Der Status von Homosexuellen in Taiwan hat sich in den letzten Jahrzehnten verändert, nicht aufgrund einer allgemeinen öffentlichen Debatte, sondern infolge unterschiedlicher Auseinandersetzungen, von denen einige abhängig von gesellschaftlichen, politischen und ökonomischen Entwicklungen Taiwans stärker öffentlich hervortraten.
Je nach gesellschaftlichen und politischen Charakteristika herrschten „traditionelle“, „psychoanalytische“, „humanistische“ und „postmoderne“ Diskurse vor. Ein als traditionell wahrgenommener Diskurs der Heteronormativität prägte die Fünfzigerjahre in Taiwan.
In einer Zeit, in der das Bestreben der herrschenden Partei, der KMT, aber auch großer Teile der Bevölkerung darauf gerichtet war, wieder eine „Ordnung“ nach dem „Chaos“ (luan 亂) des Bürgerkriegs, des chinesisch-japanischen Krieges und nach der Herstellung einer neuen Machtstruktur in Taiwan durch die Guomindang-Truppen infolge des Abzugs der japanischen Truppen und der japanischen Verwaltungsbeamten herzustellen, wurde auch das soziale Geschlecht (gender) im öffentlichen Diskurs, sowohl in der Wissenschaft als auch in der Literatur in klar fassbaren Kategorien gesehen. Es herrschte eine – unausgesprochene – Gleichsetzung von biologischem Geschlecht, sozialem Geschlecht und sexueller Orientierung vor.
Ein medizinisch-psychoanalytischer Diskurs mit „chinesischen Charakteristika“ prägte die Sechzigerjahre; er basierte auf psychoanalytischen Ansätzen vor allem aus den USA, wenn auch teilweise auf kulturelle Unterschiede eingegangen wurde. Vereinfachende psychoanalytische Ansätze wurden übernommen, jedoch mit einigen signifikanten Unterschieden: So spielte die Frage einer „Heilbarkeit“ eine geringere Rolle, es fehlte weiterhin eine moralisierende Bewertung von Homosexualität als „sündhaftem Verhalten“, und im Gegensatz zum US-amerikanischen Diskurs, wo man von einer Fehlentwicklung des Individuums ausging, argumentierte man gesellschaftlich-kollektiv.
In den Siebzigerjahren dann kam es zu einer Verbreiterung, aber auch einer „Trivialisierung“ des Diskurses in den Massenmedien, daneben zu ersten literarischen Versuchen, sich des Themas anzunehmen. Mit der Urbanisierung Taiwans, der fortschreitenden Technisierung der Wirtschaft, dem Ausbau der Universitäten, dem Ausbau der Wissenschaftskontakte zum Westen bot die veröffentlichte Meinungen Taiwan Ende der 1970er-Jahre "Experten" einen großen Raum.
Bei diesen Experten handelte es sich um aller Regel um Mediziner, die immer wieder betonten, dass sie selbst nicht homosexuell seien und aus rein wissenschaftlichem Interesse sich des Themas annehmen.
In der ersten Hälfte der Achtzigerjahre beginnen weniger Experten, als die Homosexuellen selbst, die Diskussion öffentlich zu führen; feministische, humanistische Ansätze erlangen Bedeutung; erst in der zweiten Hälfte der Achtzigerjahre beeinflussen feministische und humanistische Ideen den Diskurs auch in der Medizin.
Die zuvor bestehende Strategie der Ausgrenzung homosexueller Menschen wurde nun in literarischen Werken, beispielsweise von Bai Xianyong 白先勇, Guang Tai 光泰 und Xuan Xiaofo 玄小佛 beendet. Im Falle von Aids zeigte sich, dass nicht nur amerikanische Touristen an Aids erkrankten, sondern dass die Krankheit ganz ‚normale‘ einheimische Familien betraf.
Zudem konnten sich nach 1987 mit der Aufhebung des Ausnahmezustandes Gruppierungen außerhalb Taiwans organisieren, und sehr unterschiedliche soziale Bewegungen entstanden. Innerhalb dieser sozialen Bewegung war es ein „neuer Feminismus“, verbunden mit der Awakening Foundation und Li Yuanzhen, der fest gefügte Paradigmen der taiwanischen Gesellschaft in Frage stellte: gender als Analysekategorie für die patriarchalen Strukturen der Gesellschaft spielte in der öffentlichen Wahrnehmung eine zunehmende Rolle, und an verschiedenen Universitäten entstanden gender-Studien, die sich mit dem Thema Homosexualität befassten.
Mit der Aufhebung des Ausnahmezustandes und dem Ende der Zensur konnten zudem unabhängige Zeitschriften – beispielsweise von studentischen und feministischen Gruppierungen – erscheinen.
Die Entwicklung der 1990er-Jahre schließlich ist durch eine Pluralisierung der Gesellschaft gekennzeichnet, und ein von sozialen Bewegungen geprägter „tongzhi-Diskurs“ ebenso wie ein glokalisierter postmoderner „kuer-Diskurs“ erlangt Dominanz.
Der literarischen Welt kam hier eine besondere Bedeutung zu und es erschienen zahlreiche Werke zum Thema Homosexualität; einige Werke erhielten hoch dotierte Auszeichnungen der mainstream-Presse. Zu nennen wären hier im Jahre 1990 Ling Yan (凌煙) mit dem Roman „Die Stumme Drossel“ (失聲畫眉), im Jahre 1991 Du Xiulans (杜修) mit dem Roman „Die widerspenstige Tochter“ (蘭逆女) sowie Cao Lijuan (曹麗娟) mit dem Werk „Der Tanz der Mädchen“ (童女之舞) und 1996 Qiu Miaojins (邱妙津) „Aufzeichnungen eines Krokodils“ (鱷魚手記) oder Zhu Tianwens (朱天文) „Aufzeichnungen eines Außenseiters“ (荒人手記).
Schließlich wurde Homosexualität partiell aus dem Minoritäten-Diskurs herausgenommen: Junge Schriftsteller wie Ji Dawei (紀大偉), Chen Xue (陳雪), Qiu Miaojin (邱妙津) oder Hong Ling (洪凌) befassten sich in postmodernen Zeitschriften wie „Isle Margin“ erneut mit dem Thema gleichgeschlechtlicher Begierde, dekonstruierten das Phänomen und zeigten, dass es keine festen Grenzen von sex und gender gibt, wobei auf US-amerikanische Ansätze wie die queer theory (Judith Butler) zurückgegriffen wurde, jedoch eine Lokalisierung von Ansätzen und Ideen stattfand.
Ende Oktober 2003 verkündete die Regierung der Republik China (Taiwan) ihr Vorhaben, gleichgeschlechtliche Ehen zu legalisieren. Dieser Schritt würde aus Taiwan das erste Land in Asien machen, das solche Ehen erlaubt. Jedoch handelt es sich bis jetzt um nicht mehr als eine Absichtserklärung. Es gibt keinen Zeitplan für die Legalisierung. Am 1. November 2003 wurde in Taipeh, der Hauptstadt Taiwans, die erste Lesben- und Schwulenparade in einem chinesischsprachigen Land veranstaltet. Mehr als 1000 Personen nahmen teil, darunter auch der regierende Bürgermeister von Taipei, Ma Ying-jeou. Dennoch trugen viele Demonstranten Masken, um ihre Identität zu verbergen, da Homosexualität immer noch ein Tabu in Taiwan ist. Seitdem findet diese Parade jedes Jahr im Herbst statt.
Am 17. Januar 2004 verhaftete die Polizei von Taipei 93 Schwule aufgrund ihrer Teilnahme an einer Drogen-Orgie. Die Öffentlichkeit war schockiert, als sie erfuhr, dass fast ein Drittel der Verhafteten HIV-positiv war. Die Polizeiaktion sowie das Offenlegen der Befunde und der Identität einiger Verhafteter durch die Behörden wurden von der Tongzhi (Schwulen)-Community scharf verurteilt.

## Kultur

### Gay Pride

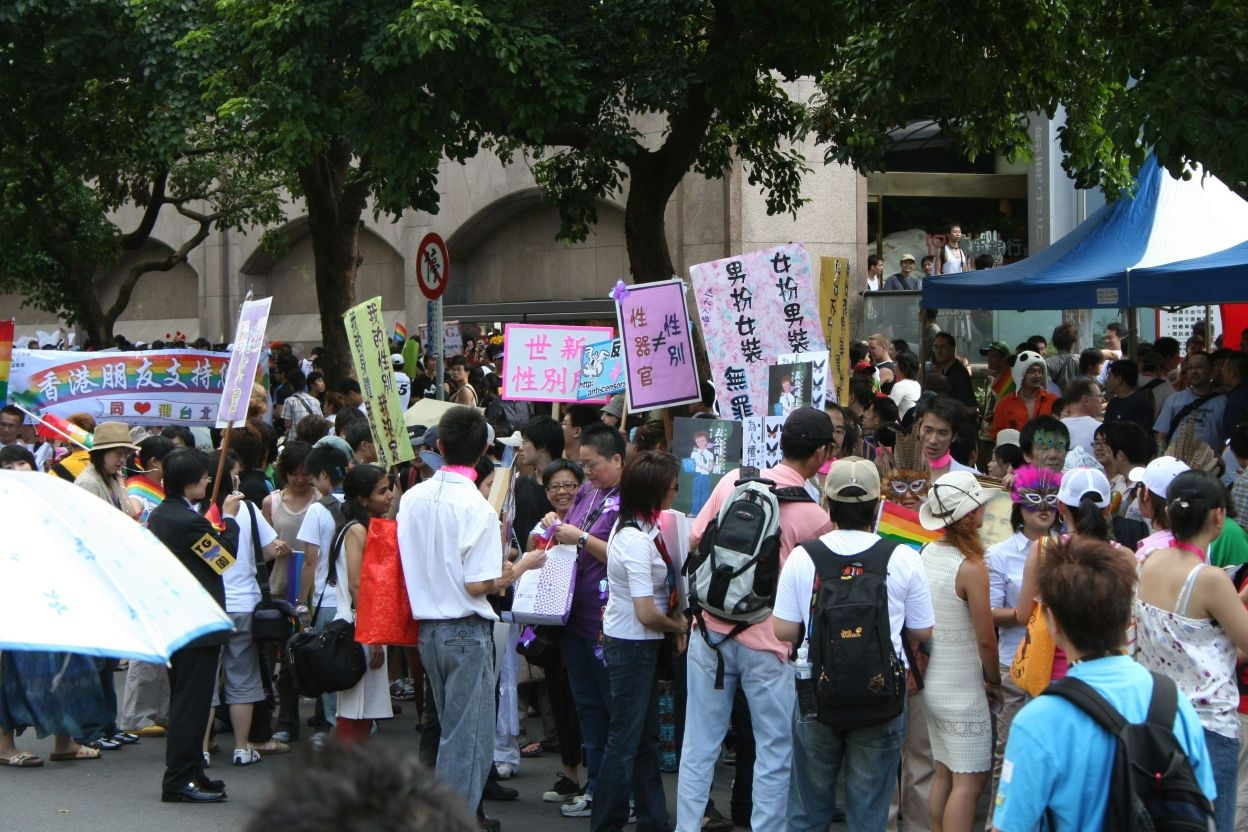
Taiwan Pride 2005

Am ersten November 2003 fand mit etwa 1000 Teilnehmern in Taipei die Taiwan Pride statt, die erste Schwulen- und Lesbenparade in der chinesischsprachigen Welt. Seitdem findet sie jährlich statt. In den ersten Jahren trugen viele Mitläufer Masken aus Angst vor gesellschaftlicher Demütigung. Doch die Parade im Oktober 2007, an der zwischen 10.000 und 15.000 Menschen verschiedenster Gruppen teilnahmen, zeigte mit ihrer Vielzahl von Teilnehmern, dass Toleranz und Akzeptanz der Gesellschaft Taiwans im Schnellschritt voranschreiten. Die Veranstaltung entwickelte sich zu einem jährlichen Ereignis. Bei der bislang größten Parade im Oktober 2016 nahmen geschätzt 80.000 Personen teil.

### Literatur und Fernsehen

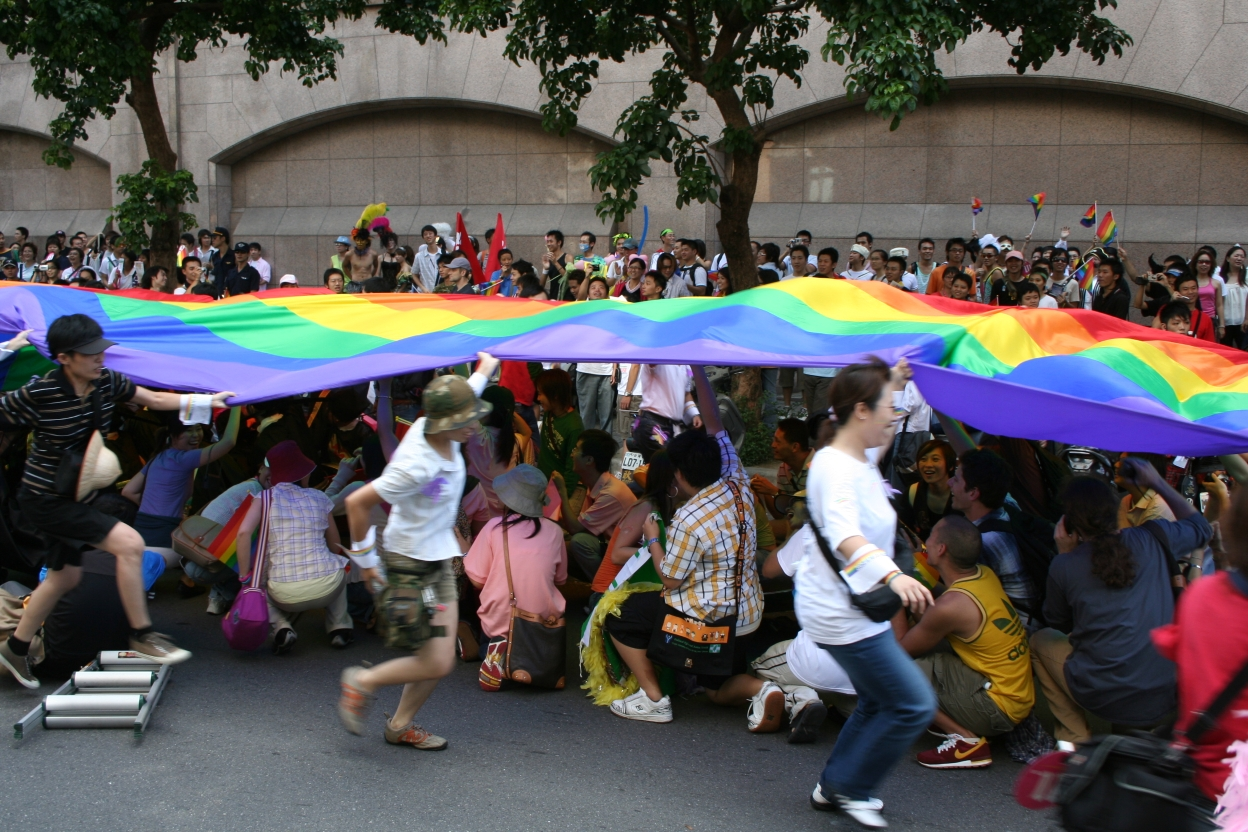
Taiwan Pride 2005